# Achaetobotrys
Achaetobotrys är ett släkte av svampar. Achaetobotrys ingår i familjen Antennulariellaceae, ordningen Capnodiales, klassen Dothideomycetes, divisionen sporsäcksvampar och riket svampar.
|               | Capnodendron                            |
|               |                                         |
|               | Heteroconium                            |
|               |                                         |
|               | Capnofrasera                            |
|               |                                         |
|               | Antennulariella                         |
|               |                                         |
| Achaetobotrys | \| \| Achaetobotrys affinis \| \| \| \| |
|               | \| \| Achaetobotrys affinis \| \| \| \| |
|               | Achaetobotrys affinis                   |
|               |                                         |

|  | Achaetobotrys affinis |
|  |                       |